# غوردون بريسكو
غوردون بريسكو (بالإنجليزية: Gordon Briscoe)‏ هو لاعب كرة قدم أسترالي، ولد في 1938 في أليس سبرينغز في أستراليا.